# Felix Schwarzenberg
Felix von Schwarzenberg, principe di Schwarzenberg (Böhmisch Krumau, 2 ottobre 1800 – Vienna, 5 aprile 1852), è stato un politico e diplomatico austriaco.
Restaurò l'Impero asburgico come grande potenza europea dopo le rivoluzioni del 1848. Servì da Presidente dei Ministri dell'Impero austriaco e Ministro degli Esteri dell'Impero austriaco dal 1848 al 1852.

## Biografia

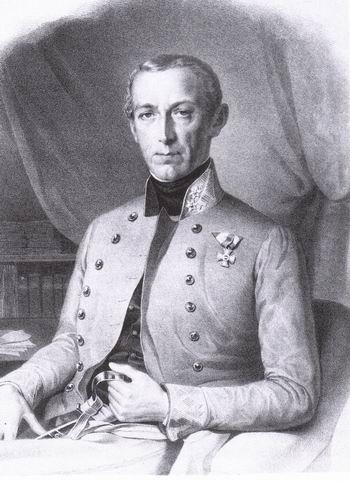
Il principe Schwarzenberg in una litografia del 1840

Felix nacque nel castello di Böhmisch Krumau (attuale città di Český Krumlov) in Boemia, come secondogenito del Principe Joseph di Schwarzenberg (1769–1833) e di sua moglie Pauline di Arenberg. Il Casato di Schwarzenberg era una delle famiglie nobili boeme più influenti; suo fratello maggiore il Principe Johann Adolf II di Schwarzenberg in seguito cominciò la costruzione della linea ferroviaria Kaiser-Franz-Josephs-Bahn da Vienna a Plzeň (Pilsen), mentre il fratello minore di Felix, Friedrich diventò Arcivescovo di Salisburgo nel 1835 e Arcivescovo di Praga nel 1849. Egli era inoltre nipote del Feldmaresciallo Principe Karl Philipp Schwarzenberg, comandante delle armate austriache nell'ultima fase delle guerre napoleoniche.
Egli iniziò la propria carriera studiando diplomazia e divenendo protetto del principe Klemens von Metternich per il quale svolse diverse opere di ambasceria, soprattutto a Londra ed a Parigi ove ebbe occasione di formare la propria tempra. A Londra ebbe modo di incontrare Lady Jane Digby con la quale ebbe una scandalosa relazione. Dopo averla compromessa fino a renderne inevitabile il divorzio, e dopo averne avuto due figli, scelse di separarsene, guadagnandosi a Londra il nomignolo di "Cadland," da "cad," mascalzone. Successivamente all'episodio, per alcuni anni rimase nell'America meridionale.
Nel 1848, infine, venne inviato quale ministro d'Austria a Napoli, sede che lasciò per accorrere a combattere in Lombardia, rimanendo ferito nella Battaglia di Goito. Nel novembre dello stesso anno fu incaricato di formare il governo imperiale, del quale tenne la presidenza e il ministero degli Esteri. Il programma politico dello Schwarzenberg mirava a stringere attorno all'Austria tutta l'Europa centrale così da costituire un impero di 70 milioni di abitanti, sottoposto ad un forte potere centrale e tenuto insieme da robusti vincoli economici tali da competere con l'espansione commerciale delle maggiori potenze.
L'idea di questa nazione, estesa con indifferenziata unità da Amburgo all'Adriatico, non poteva non suscitare l'ostilità del maggior Stato tedesco, la Prussia, fiera della sua autonomia politica ed economica; inoltre, la formazione di una così estesa potenza economica presupponeva una omogeneità di interessi che non esisteva nella realtà. Lo Schwarzenberg era convinto che solo il più ferreo accentramento avrebbe potuto conservare intatto l'Impero asburgico e coerentemente a questo concetto represse severamente la Rivoluzione ungherese del 1849. Fece anche abolire, nel 1851, anche formalmente, la Costituzione concessa nel 1849 e mai applicata.
Morì il 5 aprile 1852, a Vienna, a causa di un ictus.

## Albero genealogico
|                                                                     |                                                    |                                                    | Genitori                                                     |  |  | Nonni |  |  | Bisnonni                                                  |  |  | Trisnonni                                                             |  |
|                                                                     |                                                    |                                                    |                                                              |  |  |       |  |  | Giuseppe I di Schwarzenberg, IV principe di Schwarzenberg |  |  | Adamo Francesco Carlo di Schwarzenberg, III principe di Schwarzenberg |  |
|                                                                     |                                                    |                                                    |                                                              |  |  |       |  |  | Giuseppe I di Schwarzenberg, IV principe di Schwarzenberg |  |  | Adamo Francesco Carlo di Schwarzenberg, III principe di Schwarzenberg |  |
|                                                                     |                                                    | Eleonore von Lobkowicz                             |                                                              |  |  |       |  |  | Giuseppe I di Schwarzenberg, IV principe di Schwarzenberg |  |  |                                                                       |  |
| Giovanni I Nepomuceno di Schwarzenberg, V principe di Schwarzenberg |                                                    |                                                    |                                                              |  |  |       |  |  | Giuseppe I di Schwarzenberg, IV principe di Schwarzenberg |  |  |                                                                       |  |
|                                                                     |                                                    | Maria Teresa del Liechtenstein                     | Giuseppe Giovanni Adamo del Liechtenstein                    |  |  |       |  |  |                                                           |  |  |                                                                       |  |
|                                                                     |                                                    | Maria Teresa del Liechtenstein                     | Giuseppe Giovanni Adamo del Liechtenstein                    |  |  |       |  |  |                                                           |  |  |                                                                       |  |
|                                                                     |                                                    | Maria Teresa del Liechtenstein                     | Maria Anna Caterina di Oettingen-Spielberg                   |  |  |       |  |  |                                                           |  |  |                                                                       |  |
| Giuseppe II di Schwarzenberg, VI principe di Schwarzenberg          |                                                    | Maria Teresa del Liechtenstein                     |                                                              |  |  |       |  |  |                                                           |  |  |                                                                       |  |
|                                                                     |                                                    | Filippo Carlo di Öttingen-Wallerstein              | Antonio Carlo di Öttingen-Wallerstein                        |  |  |       |  |  |                                                           |  |  |                                                                       |  |
|                                                                     |                                                    | Filippo Carlo di Öttingen-Wallerstein              | Antonio Carlo di Öttingen-Wallerstein                        |  |  |       |  |  |                                                           |  |  |                                                                       |  |
|                                                                     |                                                    | Filippo Carlo di Öttingen-Wallerstein              | Maria Agnes Magdalena Fugger von Glott                       |  |  |       |  |  |                                                           |  |  |                                                                       |  |
| Marie Eleonora di Öttingen-Wallerstein                              |                                                    | Filippo Carlo di Öttingen-Wallerstein              |                                                              |  |  |       |  |  |                                                           |  |  |                                                                       |  |
|                                                                     |                                                    | Carlotta Giuliana di Öttingen-Baldern              | Kraft Antonio Guglielmo di Öttingen-Baldern                  |  |  |       |  |  |                                                           |  |  |                                                                       |  |
|                                                                     |                                                    | Carlotta Giuliana di Öttingen-Baldern              | Kraft Antonio Guglielmo di Öttingen-Baldern                  |  |  |       |  |  |                                                           |  |  |                                                                       |  |
|                                                                     |                                                    | Carlotta Giuliana di Öttingen-Baldern              | Maria Eleonora di Schönborn-Buchheim                         |  |  |       |  |  |                                                           |  |  |                                                                       |  |
| Felice di Schwarzenberg                                             |                                                    | Carlotta Giuliana di Öttingen-Baldern              |                                                              |  |  |       |  |  |                                                           |  |  |                                                                       |  |
|                                                                     | Carlo Maria Raimondo d'Arenberg, V duca d'Arenberg | Leopoldo Filippo d'Arenberg, IV duca d'Arenberg    |                                                              |  |  |       |  |  |                                                           |  |  |                                                                       |  |
|                                                                     | Carlo Maria Raimondo d'Arenberg, V duca d'Arenberg | Leopoldo Filippo d'Arenberg, IV duca d'Arenberg    |                                                              |  |  |       |  |  |                                                           |  |  |                                                                       |  |
|                                                                     | Carlo Maria Raimondo d'Arenberg, V duca d'Arenberg | Maria Francesca Pignatelli                         |                                                              |  |  |       |  |  |                                                           |  |  |                                                                       |  |
| Luigi Engelberto d'Arenberg, VI duca d'Arenberg                     | Carlo Maria Raimondo d'Arenberg, V duca d'Arenberg |                                                    |                                                              |  |  |       |  |  |                                                           |  |  |                                                                       |  |
|                                                                     |                                                    | Luisa Margherita von der Mark und Schleiden        | Louis Engelbert von der Mark und Schleiden                   |  |  |       |  |  |                                                           |  |  |                                                                       |  |
|                                                                     |                                                    | Luisa Margherita von der Mark und Schleiden        | Louis Engelbert von der Mark und Schleiden                   |  |  |       |  |  |                                                           |  |  |                                                                       |  |
|                                                                     |                                                    | Luisa Margherita von der Mark und Schleiden        | Marie Anne Hyacinthe de Visdelou de Bienassis                |  |  |       |  |  |                                                           |  |  |                                                                       |  |
| Paolina Carlotta d'Arenberg                                         |                                                    | Luisa Margherita von der Mark und Schleiden        |                                                              |  |  |       |  |  |                                                           |  |  |                                                                       |  |
|                                                                     |                                                    | Louis Léon Félicité de Brancas, VI duca di Villars | Louis de Brancas, V duca de Villars                          |  |  |       |  |  |                                                           |  |  |                                                                       |  |
|                                                                     |                                                    | Louis Léon Félicité de Brancas, VI duca di Villars | Louis de Brancas, V duca de Villars                          |  |  |       |  |  |                                                           |  |  |                                                                       |  |
|                                                                     |                                                    | Louis Léon Félicité de Brancas, VI duca di Villars | Adélaide Geneviève d'O, marchesa di Franconville             |  |  |       |  |  |                                                           |  |  |                                                                       |  |
| Pauline Louise Antoinette de Brancas                                |                                                    | Louis Léon Félicité de Brancas, VI duca di Villars |                                                              |  |  |       |  |  |                                                           |  |  |                                                                       |  |
|                                                                     |                                                    | Elisabeth Pauline de Gand-Vilain                   | Alexandre Maximilien de Gand-Vilain, II principe d'Isenghien |  |  |       |  |  |                                                           |  |  |                                                                       |  |
|                                                                     |                                                    | Elisabeth Pauline de Gand-Vilain                   | Alexandre Maximilien de Gand-Vilain, II principe d'Isenghien |  |  |       |  |  |                                                           |  |  |                                                                       |  |
|                                                                     |                                                    | Elisabeth Pauline de Gand-Vilain                   | Elisabeth Pauline Marguerite Françoise de La Rochefoucauld   |  |  |       |  |  |                                                           |  |  |                                                                       |  |
|                                                                     |                                                    | Elisabeth Pauline de Gand-Vilain                   |                                                              |  |  |       |  |  |                                                           |  |  |                                                                       |  |

## Araldica
| Stemma | Descrizione                                   | Blasonatura |
|        | Felix Schwarzenberg Principe di Schwarzenberg | Inquartato: al 1° d'argento a quattro pali d'azzurro; al 2° d'argento a tre punte di rosso; al 3° d'argento al tizzone ardente in banda; al 4° d'oro alla testa di turco mozzata avente un corvo nero a cavarle l'occhio. Sul tutto partito: nel 1° di rosso alla torre d'argento su terrazza di nero, nel 2° d'azzurro a tre covoni d'oro. Motto: NIL NISI RECTUM |